# CALPHAD
Cet article concerne la méthodologie. Pour la revue scientifique, voir Calphad (journal).

CALPHAD est une méthode de calcul des diagrammes de phase, introduite par Larry Kaufman dans les années 1960. Le nom CALPHAD est l'acronyme de CALculation of PHAse Diagrams (« calcul des diagrammes de phase »).
Un diagramme de phase à l'équilibre est par exemple un diagramme binaire représentant la composition C d'un système chimique et la température T. Il montre les domaines (C,T) où les substances ou les solutions (c'est-à-dire les phases) sont stables et les domaines où deux ou plusieurs d'entre elles coexistent. Les diagrammes de phase sont un outil très puissant pour prédire l’état d’un système dans différentes conditions. Ils étaient à l’origine une méthode graphique permettant de rationaliser les informations expérimentales sur les états d’équilibre. Dans les systèmes complexes, des méthodes de calcul telles que CALPHAD sont utilisées pour modéliser les propriétés thermodynamiques de chaque phase et simuler le comportement de phase multicomposant. L'approche CALPHAD est fondée sur le fait qu'un diagramme de phase est une manifestation des propriétés thermodynamiques à l'équilibre du système, qui sont la somme des propriétés des différentes phases. Il est ainsi possible de calculer un diagramme de phase en évaluant d’abord les propriétés thermodynamiques de toutes les phases d’un système.

## Méthodologie
Selon la méthode CALPHAD, on collecte toutes les informations expérimentales sur les équilibres de phase dans un système et toutes les informations thermodynamiques obtenues à partir d'études thermochimiques et thermophysiques. Les propriétés thermodynamiques de chaque phase sont ensuite décrites avec un modèle mathématique contenant des paramètres ajustables. Les paramètres sont évalués en optimisant l'ajustement du modèle à toutes les informations, y compris celles qui concernent les phases coexistantes. Il est alors possible de recalculer le diagramme de phases ainsi que les propriétés thermodynamiques de toutes les phases. La philosophie de la méthode CALPHAD est d’obtenir une description cohérente du diagramme de phase et des propriétés thermodynamiques afin de prédire de manière fiable l’ensemble des phases stables et leurs propriétés thermodynamiques dans des régions sans information expérimentale et pour des états métastables lors de simulations des transformations de phase.

### Modélisation thermodynamique d'une phase
Deux facteurs principaux ont assuré le succès de la méthode CALPHAD, le premier étant l'obtention de modèles mathématiques réalistes et pratiques pour l'enthalpie libre de chaque phase. On privilégie l'enthalpie libre parce que la plupart des données expérimentales ont été déterminées à une température et une pression connues, et que les autres grandeurs thermodynamiques s'en déduisent. Comme l'enthalpie libre d'un système multi-composants ne peut pas être représentée par une expression analytique exacte, on la développe en série de puissances de la température, de la pression et des fractions molaires. Les paramètres ajustables de ces modèles descriptifs sont affinés pour reproduire les données expérimentales. L'un des points forts de la méthode CALPHAD est que les descriptions des sous-systèmes constituants peuvent être combinées pour décrire un système plus complexe.

### Calculs à l'équilibre
Le second facteur du succès de CALPHAD est la disponibilité de logiciels informatiques pour la détermination des équilibres et la construction de divers types de diagrammes et de bases de données, à partir des informations stockées. Comme il existe actuellement différents types de modèles utilisés pour différents types de phases, plusieurs bases de données thermodynamiques sont disponibles, gratuitement ou non, pour différents matériaux comme les aciers, les superalliages, les matériaux semi-conducteurs, les solutions aqueuses, les laitiers, etc. Différents types de logiciels sont également disponibles pour calculer l'équilibre à l'aide de différents types d'algorithmes. On peut notamment imposer d'autres ensembles de conditions que la température, la pression et la composition globale, on peut par exemple effectuer des calculs d'équilibre à volume constant ou à un potentiel chimique donné d'un élément ou pour une composition donnée d'une phase particulière.

## Applications
CALPHAD a connu un démarrage lent dans les années 1960, mais des systèmes sophistiqués de banques de données thermodynamiques sont apparus dans les années 1980 et il existe aujourd'hui plusieurs produits commerciaux sur le marché, comme FactSage, MTDATA, PANDAT, MatCalc, JMatPro et Thermo-Calc, ainsi que l'implémentation gratuite OpenCalphad. Ils sont utilisés dans la recherche et le développement industriel (par exemple, le logiciel PrecipiCalc et la technologie Materials by Design de QuesTek Innovations), où ils économisent de grandes quantités de temps et de ressources en réduisant le travail expérimental et en rendant disponibles pour les systèmes multi-composants des prédictions thermodynamiques qui seraient pratiquement inaccessibles sans cette approche.
Il existe par ailleurs une revue spécialisée dénommée Calphad, où sont publiées des applications de la méthode CALPHAD. Des articles similaires sont également publiés dans de nombreuses autres revues.